# Нильская, Людмила Валерьевна
Людми́ла Вале́рьевна Ни́льская  (род. 13 мая 1957, Струнино, Владимирская область, РСФСР, СССР) — советская и российская актриса театра и кино.

## Биография
Родилась 13 мая 1957 года в городе Струнино Александровского района Владимирской области. Когда ей было шестнадцать лет, семья переехала в город Александров.
В 1975 году Людмила отправилась в Москву поступать в театральный институт. Успешно сдав экзамены, была зачислена в Школу-студию МХАТ, но проучилась там всего один год — была отчислена за неудовлетворительную оценку на экзамене по предмету «История КПСС». После отчисления поступила в Щукинское училище.
В 1980 году окончила Высшее театральное училище имени Б. В. Щукина в Москве (курс Аллы Казанской). По окончании училища была принята в труппу Московского академического театра имени Владимира Маяковского (1980—1994).
В 1978 году, будучи студенткой театрального училища, Людмила дебютировала в кино, снявшись в главной роли в советском художественном фильме «Кузнечик» режиссёра Бориса Григорьева, после чего отечественные кинорежиссёры начали предлагать ей одну роль за другой. В 1980 году на экраны страны вышли сразу три фильма с её участием: «Мелодия на два голоса», «Петровка, 38», «Через тернии к звёздам». В мае 1981 года состоялась премьера второго фильма советского телевизионного сериала «Государственная граница» под названием «Мирное лето 21-го года», где Людмила Нильская сыграла роль коварной польской шпионки, пани Ядвиги Ковальской, принесшую актрисе всесоюзную известность.
До распада СССР 26 декабря 1991 года актриса снялась более чем в 20 художественных фильмах. В 1994 году Нильская вместе с мужем и трёхгодовалым сыном эмигрировала в США. Муж открыл в Калифорнии автомастерскую, но его бизнес быстро прогорел. Нильская работала продавцом в магазине одежды, уборщицей, водителем при социальной службе, тестировала компьютерные программы.
В 2001 году, после того, как муж объявил Нильской, что у него давно есть другая женщина и ушёл из семьи, она осталась одна с десятилетним сыном без денежных накоплений.
Летом 2003 года Людмила Нильская вместе с сыном Дмитрием вернулась в Москву, поселившись на съёмной квартире. Стала работать в Театре Луны под руководством Сергея Проханова, играть в антрепризных спектаклях, сниматься в телесериалах.
Одной из первых работ актрисы в кино после возвращения в Россию стала роль Галины Брежневой в телесериале «Красная площадь» (2004). Актрису стали приглашать в различные сериалы на второстепенные роли.
В 2008 году Людмила Нильская сыграла главную роль в многосерийном биографическом телевизионном художественном фильме «Галина» режиссёра Виталия Павлова, где снова создала образ Галины Брежневой. В 2009 году за исполнение этой роли была удостоена российской кинопремии «Золотой орёл» в номинации «Лучшая женская роль на телевидении».
С 2008 года — актриса Государственного театра киноактёра в Москве.

### Личная жизнь
Муж — Георгий Исаев (род. 1962). В 2001 году ушёл из семьи. Сын — Дмитрий Георгиевич Исаев (род. 1991). Внуки — Алекс и Николь.

## Творчество

### Роли в театре
- «Смотрите, кто пришел!» — Алина,  театр им. В.Маяковского (1987)
- «Трамвай «Желание» — Стелла Ковальски,  театр им. В.Маяковского (1980)
- «Последняя ставка»
- «Ночь нежна»
- «Летели два крокодила»
- «Чокнутые»
- «Безумство любви»
- «Подвох»
- «Жизнь Клима Самгина»
- «Женитьба в коммуналке, или Комедия советских времен» (антреприза)

### Фильмография
1. 1978 — Кузнечик — Лена Кузнецова («Кузнечик»), студентка историко-филологического факультета
2. 1980 — Петровка, 38 — Алёна, спортсменка (прыжки с вышки в воду )
3. 1980 — Через тернии к звёздам — Селена
4. 1980 — Мелодия на два голоса — Алёна Борисоглебская, студентка (озвучивает Наталья Гурзо)
5. 1980 — Государственная граница. Фильм 2-й: Мирное лето 21-го года — пани Ядвига Ковальская, польская шпионка
6. 1981 — Бешеные деньги — Лидия Юрьевна Чебоксарова
7. 1982 — Где-то плачет иволга — Марина Орлова
8. 1982 — Никто не заменит тебя — Лариса, жена Алексея
9. 1983 — Комбаты — Лиля, жена Седова
10. 1984 — Песочные часы — Инга
11. 1985 — Друзей не выбирают — Надежда Викторовна Корсакова
12. 1986 — Арена неистовых (ჭიდაობას რა უნდა, Грузия) — Наташа
13. 1986 — Без срока давности — Лариса Кириенко
14. 1987 — Моонзунд — Анна Ревельская, «Клара Георгиевна Изельгоф»
15. 1987 — Гардемарины, вперёд! — Марта
16. 1987 — Случай из газетной практики — Дарья Дмитриевна, подруга Кривцова
17. 1987 — Где находится нофелет? — Вера Симакова, замужняя сослуживица Павла
18. 1988 — Штормовое предупреждение — Марина Андреевна Сабова, руководитель пресс-центра министерства
19. 1990 — Бабник — Лиля, подруга Аркаши
20. 1991 — Плащаница Александра Невского — Лида Уварова, жена профессора
21. 1991 — Говорящая обезьяна — любовница Эдика
22. 1992 — Исповедь содержанки — Дина Петровна Козина, первая жена Вадима
23. 2003—2009 — Адвокат — Ирина Демидова, певица
24. 2004 — Красная площадь — Галина Брежнева
25. 2004 — Ангел пролетел — мать Димы
26. 2005 — Охота на изюбря — Лиза Федякина
27. 2005 — Чёрная богиня — Елизавета Петровна, мать Александра
28. 2006 — Очарование зла — Гертруда Шильдбах, сотрудник НКВД в Швейцарии
29. 2006 — Волчица — Мария Морозова, мать Андрея
30. 2006 — Городской романс — Екатерина Гущина, мать Мити
31. 2006 — Снежная королева — Светлана
32. 2007 — Городской романс 2. Фильм «Расплата за грехи» — Екатерина Гущина, мать Мити
33. 2006 — Испанский вояж Степаныча — Нонна Ивановна Ивано́ва
34. 2006 — Рассмешить Бога — мать Светланы
35. 2008 — Шут и Венера — мама Мышкина
36. 2008 — Телохранительница — Маргарита Петровна Аникина
37. 2008 — Срочно в номер 2 — Маргарита, жена Промыслова
38. 2008 — Галина — Галина Брежнева
39. 2009 — Две стороны одной Анны — Ольга Шелягина, мама Ани и Сергея
40. 2010 — Анжелика — Клавдия, мать Сергея
41. 2010 — Гражданка начальница — Екатерина Пчёлкина, осуждённая
42. 2010—2011 — Обручальное кольцо — Элла Борисовна Ветрова, мать Ульяны
43. 2010 — Услышь моё сердце — Анна Николаевна, приёмная мать Татьяны
44. 2011 — Фурцева — Надя Леже, французская художница, подруга Екатерины Фурцевой
45. 2011 — Понаехали тут — Зина, домработница Татьяны
46. 2011 — Случайный свидетель — матушка Прасковья
47. 2012 — Гражданка начальница. Продолжение — Екатерина Пчёлкина, осуждённая
48. 2012 — Маша Пирогова — народный юрист — Татьяна, мать Маши
49. 2012 — Красавица — Нина Ивановна Савина, мать Андрея
50. 2012 — Дельта — Раиса Петровна Монина, тётя Степана
51. 2013 — Женщины на грани — Лидия Борисовна Шутович
52. 2013 — Пенелопа — Маргарита Семёновна Стрельцова, мать Ивана
53. 2013 — Причал любви и надежды — Надежда Петровна Акимова, известная актриса на пенсии
54. 2014 — Слава — Наталья Николаевна, мать хоккеиста Вячеслава Фетисова
55. 2019 — Случайный кадр — Алевтина Николаевна Шуйко

## Признание

### Общественные награды
- 2009 — лауреат российской кинопремии «Золотой орёл» в номинации «Лучшая женская роль на телевидении» — за роль Галины Брежневой в многосерийном телевизионном художественном фильме «Галина» (2008).